# Moravia Steel
Moravia Steel a.s. je akciová společnost, která patří mezi dvacet největších českých firem podle tržeb a mezi deset největších českých firem podle počtu zaměstnanců. Na konci roku 2021 byla majoritním akcionářem společností Třinecké železárny, Moravskoslezský kovošrot a Barrandov Studio. Největším akcionářem je slovenská společnost Minerfin (48,57 %).

## Historie
Akciová společnost Moravia Steel byla založena 27. července 1995. Post předsedy představenstva zastával Milan Šrejber. Na základě usnesení vlády Václava Klause ze dne 25. října 1995 byla dne 4. prosince 1995 podepsána smlouva o koupi 50,92 % akcií společnosti Třinecké železárny za 2,6 mld. Kč. Dne 27. března 1996 se stal předsedou představenstva Tomáš Chrenek. Moravia Steel byla vlastněna společnostmi 1. Silas a R.F.G. V roce 1996 se akcionářem společnosti R.F.G. stala společnost Finitrading, která za 444 milionů korun koupila 50 % podíl. Na základě smlouvy uzavřené dne 31. srpna 2004 se akcionářem Moravia Steel s 50 % podílem stala společnost Finitrading.